# (5717) Damir
(5717) Damir (1982 UM6) – planetoida z grupy pasa głównego asteroid okrążająca Słońce w ciągu 3,71 lat w średniej odległości 2,4 j.a. Odkryta 20 października 1982 roku.